# Erycibe cochinchinensis
Erycibe cochinchinensis är en vindeväxtart som beskrevs av François Gagnepain. Erycibe cochinchinensis ingår i släktet Erycibe och familjen vindeväxter. Inga underarter finns listade i Catalogue of Life.